# 马川子乡
马川子乡，是中华人民共和国吉林省延边朝鲜族自治州珲春市下辖的一个乡镇级行政单位。

## 行政区划
马川子乡下辖以下地区：
五二村、河南村、马新村、南山村、依力村、红星村、电线村、炮台村和五一村。